# Бьенвеню, Анри
Анри́ Бьянвеню́ (фр. Henri Bienvenu; род. 5 июля 1988[…], Гаруа) — камерунский футболист, нападающий. Выступал в сборной Камеруна.

## Карьера
В 2005 году начал футбольную карьеру в Камеруне в клубе родного города Гаруа «Котон Спорт».
В 2006 году отправился в тунисский «Бизертен», откуда через 2 года переехал в другой клуб из этой страны — «Эсперанс». Забив в 40 играх 13 мячей, юный Анри был продан швейцарскому «Янг Бойз». Тренеры клуба рассчитывали заменить им ушедшего в московский ЦСКА Сейду Думбия. В Швейцарии забил в 55 играх 21 гола.
В 2011 году в последний день трансферного окна заключил контракт с турецким клубом «Фенербахче». После прихода сенегальского нападающего Муссы Соу стал реже выходить на поле. В январе 2013 году перешёл на правах аренды в испанскую «Реал Сарагоса». В июне 2013 года был продан клубу «Эскишехирспор».

## Достижения
- Чемпион Туниса (2): 2008/09, 2009/10
- Обладатель Кубка Турции (1): 2011/12